# The Loop (Morrissey)
The Loop è un EP del cantante inglese Morrissey, pubblicato nel luglio del 1992 dalla EMI, per il solo mercato francese.
Il disco venne distribuito, allegato ai numeri 37 e 38 (di luglio e agosto), dalla rivista Les Inrockuptibles e con le prime copie di Your Arsenal e Beethoven Was Deaf. La foto di copertina è stata realizzata da Renaud Montfourny.

## Tracce
1. Sister I'm A Poet - 2:24
2. The Loop - 4:17
3. Girl Least Likely To - 4:50
4. At Amber - 2:43
5. I've Changed My Plea To Guilty (live in London, 4 ottobre 1991) - 3:13